# 拉什 (科羅拉多州)
拉什（英語：Rush）是位於美國科羅拉多州艾爾帕索縣的一個非建制地區。該地的面積和人口皆未知。

## 地理
拉什的座標為38°50′45″N 104°05′32″W / 38.84583°N 104.09222°W，而該地的平均海拔高度為1834米（即6017英尺）。